# Navegación astronómica
La navegación astronómica engloba las técnicas que utilizan los astros para conocer la posición sobre el globo terrestre, en contraposición al de la navegación por estima, empleado principalmente a la navegación de cabotaje, que no los usa. Los polinesios fueron capaces de poblar islas que, a los europeos, los costó muchísimo encontrar. Se han descubierto mapas del cielo hechos con cañas y nudos, empleados por los polinesios para representar las estrellas.
Durante siglos, los europeos y los árabes habían navegado alrededor de sus costas utilizando como referencia los puntos visibles de las costas y su conocimiento de las profundidades (sondas) en diferentes lugares. Cuando, en los siglos XIV y XV, los catalanes y portugueses empiezan sus viajes de exploración y descubrimiento, sus instrumentos de navegación eran:
- Corredera y ampolleta, para determinar la velocidad del barco en la navegación de estima.
- Sonda, para determinar la profundidad y naturaleza del fondo.
- Brújula muy rústica para determinar el norte (magnético).
- Vara de Jacob, astrolabio y cuadrante, para medir la altura de un astro sobre el horizonte.

Conocían las limitaciones y los errores de la navegación por estima. Cristóbal Colón descubrió que la declinación magnética no era constante, sino que variaba con el lugar y con el tiempo. Sabían que la estrella polar no estaba situada exactamente sobre el polo celeste y sabían cómo corregir el error que introducía en la medición de la latitud mediante la observación de las estrellas cercanas (las "guardas").

## Observaciones sin cronómetro

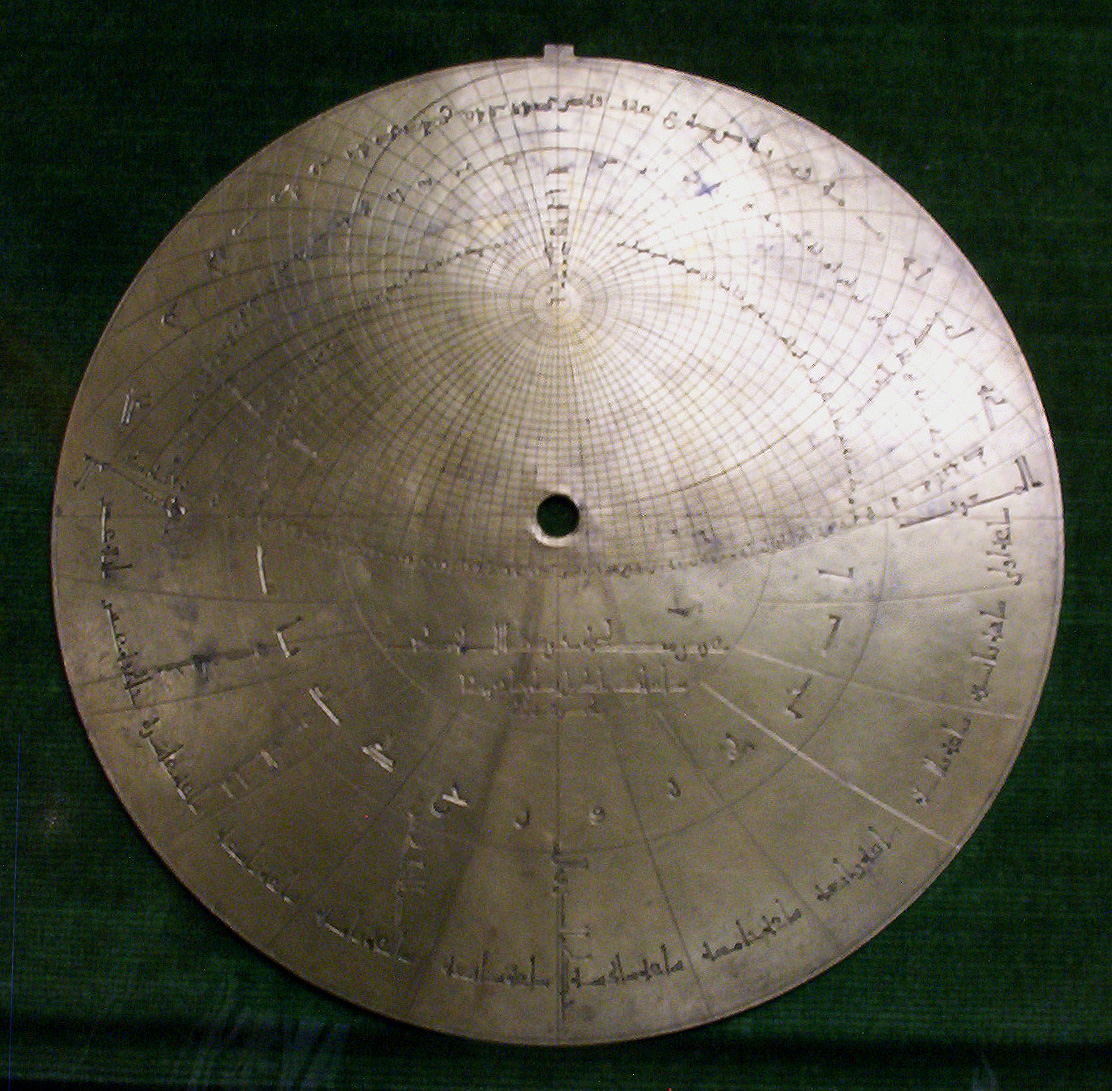
Lámina de un astrolabio andalusí del s. XI (MAN, Madrid).

El astrolabio es invención de los antiguos griegos, pero se olvidó en Europa y fueron los árabes quienes lo van reintroducir en la península Ibérica hacia el siglo XI. Desde aquí, se extendió al resto de Europa y, a finales de la edad mediana y durante el renacimiento estaba muy extendido. Para tomar una observación, requería tres personas y daba una precisión bastante baja, de la orden de dos a cuatro grados de arco. Se utilizaba para determinar la latitud mediante la observación de la estrella polar o la observación del paso meridiano del sol.
La ballestilla es de invención medieval, y podía ser usada por una sola persona, pero era muy poco práctica porque necesitaba visualizar y alinear simultáneamente un extremo de la cruz con el horizonte, y el otro extremo con el astro. Esto es muy difícil de hacer.
Otro instrumento árabe medieval es el kamal, que está basado en el mismo principio que la ballestilla. En el kamal, la creueta se ve reducida a una mesita con un cordel con nudos. El observador sujetaba un nudo determinado entre los dientes, lo cual fijaba la distancia de la mesita a sus ojos y, por lo tanto, el ángulo formado por el ojo y los bordes de la mesita. Los nudos se hacían de forma que correspondieran con la latitud de varios puertos o lugares, y la observación permitía saber la latitud del observador.
El 1590, Davis inventó el cuadrante que lleva su nombre. Este permitía a una sola persona tomar la altura del sol con algo más de precisión que un astrolabio. El observador, de espaldas al sol, alinea la sombra del sol sobre el visor con el horizonte, cosa que se hace con una sola línea recta de visión y evita el problema principal de la ballestilla, donde el observador necesita visualizar dos líneas simultáneamente. El cuadrante de Davis sufrió varios cambios y mejoras a lo largo de su existencia, de forma que los últimos modelos eran bastante diferentes del original.
Así que, hasta mediados de siglo XVIII, la latitud se determinaba mediante la observación de la altura de la estrella polar o de la observación meridiana del sol utilizando el astrolabio, y más tarde, el cuadrante de Davis. Los marinos tenían tablas quadrienales que daban la declinación del sol para cada día del año y, con esta información y la observación de la altura del sol en su paso meridiano, es muy sencillo determinar la latitud. Debido a la simplicidad de este método, que no requiere cronómetro, se ha utilizado tradicionalmente hasta nuestros días, todo y la existencia de métodos mucho más versátiles.
En aquella época, a finales del siglo XV, no  había manera práctica de determinar la longitud geográfica, así que el procedimiento seguido era lo de navegar en un punto de la misma latitud que el destino, para después ir navegando manteniendo la latitud hasta encontrar el destino. Podríamos pensar que esto era muy ineficiente, pero es el mejor que podían hacer y no es tan ineficiente como puede parecer a primera vista. De hecho, para las naves que iban al Caribe, esto era muy práctico por la configuración de las corrientes y de los vientos alisios del océano Atlántico. Desde la península iban hacia el sur, en las islas Canarias, y desde aquí cruzaban el Atlántico. En el viaje de regreso, subían junto a Florida y después cruzaban el Atlántico hacia España. Teniendo en cuenta las corrientes y los vientos, esto es lo más eficiente. Desafortunadamente para los pilotos —y por suerte para los buscadores de tesoros de hoy—, la flota española retornaba del mar Caribe en el momento de más actividad de huracanes, y muchos barcos se fueron a pique cerca de las costas de Florida.
Alrededor del 1750, se inventó el sextante, que permitía una observación mucho más precisa de la altura de los astros. Con algunas mejoras y perfeccionamientos menores, ha restado fundamentalmente igual hasta nuestros días. De todas maneras, los pilotos tardaron algún tiempo en rechazar los cuadrantes de Davis y en utilizar los sextantes, que eran más complicados y caros.
El sextante permitía más precisión en la observación de la altura de los astros, lo cual redundaba en una determinación de la latitud más precisa, pero los marinos seguían sin tener un medio para determinar su longitud geográfica mediante observaciones astronómicas.
La invención del telescopio y los adelantos en la astronomía permitieron que, a finales del siglo XVIII, se pudiera predecir la posición de los astros con suficiente exactitud y, a finales del siglo XVIII, el Real Observatorio Británico de Greenwich empezó a publicar el almanaque náutico, que ha continuado siendo una de las herramientas básicas de la navegación astronómica hasta nuestros días.

## Desarrollo del cronómetro

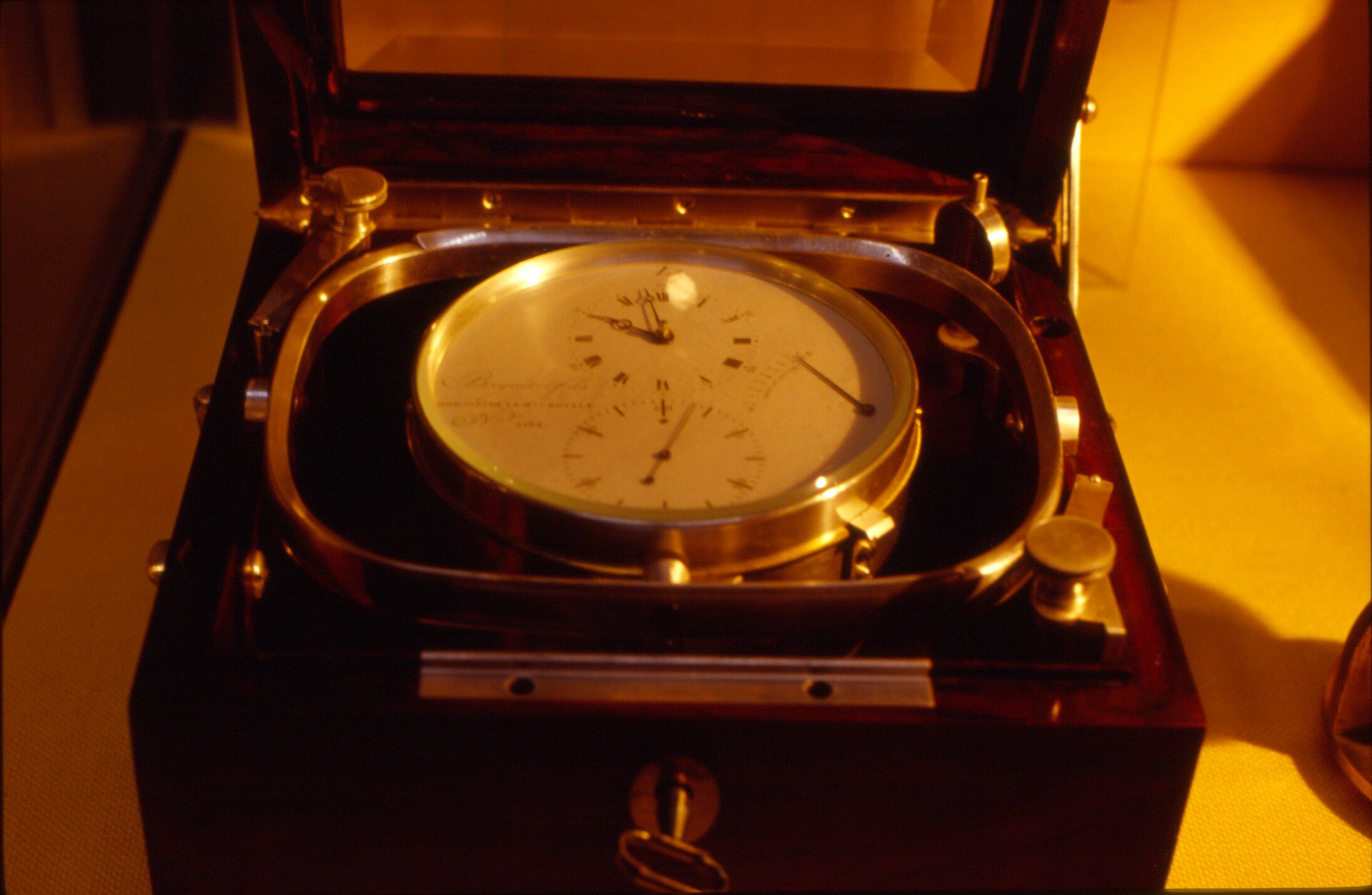
Cronómetro marino montado sobre sortijas cardànics.

Durante el siglo XVIII, se había hecho todo el estudio teórico necesario que permitiría la determinación de la longitud geográfica, condicionado al hecho de que el observador supiera con cierta precisión la hora en el meridiano de referencia en el momento de la observación o, lo que es el mismo, la diferencia horaria entre el punto de la observación y el meridiano de referencia (comúnmente Greenwich). Hasta este momento, el tiempo a bordo se medía mediante ampolletas de arena, que los grumetes giraban cada media hora. Este sistema era, evidentemente, poco preciso y totalmente inadecuado para la navegación astronómica, que requiere mucha más precisión. El problema de la determinación de la longitud geográfica se limitaba, por lo tanto, al problema de poder saber con precisión la hora en el meridiano de referencia.
Se desarrollaron sistemas de navegación que permitían determinar la hora mediante observaciones astronómicas, pero eran muy complejos e inexactos. Entre estos,  había el método de las distancias lunares, basado en la observación del movimiento relativamente rápido de la Luna y el método de la observación de los satélites de Júpiter. Hoy, a sabiendas de la hora, el almanaque nos da el ángulo horario de la Luna. El método de las distancias lunares se basaba en el proceso inverso: observando la posición de la Luna respecto a las estrellas, y aplicando las correspondientes correcciones por paralaje, semi-diámetro, etc., el observador deducía la hora. El método de la observación de las ocultaciones de los satélites de Júpiter requería el uso de un telescopio, y hacía imposible el uso de este método a bordo.
A pesar de que estos métodos eran una mejora sobre los métodos existentes hasta este momento, eran muy molestos de calcular y muy sujetos a inexactitudes y errores, por lo cual no ganaron mucha difusión. Claramente, se sentía la necesidad de una máquina que permitiera saber a bordo del barco la hora del meridiano de referencia.
España y otros países habían ofrecido recompensas a quien inventara y construyera un cronómetro, pero ni siquiera esto produjo la deseada invención. A mediados de siglo XVIII, Inglaterra ofreció una grande recompensa a quien "descubriera la longitud geográfica en el mar con una precisión de 60 millas después de un viaje de seis semanas por mar". Esta precisión puede interesar muy poco hoy en día pero, en efecto, supone saber la hora con una precisión de cuatro minutos de tiempos después del paso de seis semanas. En aquella época, era el máximo que se podía pedir.
Al contrario de otras invenciones de la Edad Moderna que hicieron uso de tecnología existente dando nuevos usos, la invención del cronómetro fue un producto de la necesidad y la tecnología necesaria tuvo que ser inventada y desarrollada para ese propósito.
Desde que Galileo descubrió el ritmo constante del péndulo de gravedad, los inventores habían tratado de inventar un reloj basado en este principio, pero los resultados eran imperfectos en tierra firme y estos cronómetros no podían funcionar en un barco en movimiento. Todo el siglo XVIII fue dedicado a la invención del cronómetro, pero los pilotos tuvieron que esperar a la segunda mitad del XIX y orientarse sin reloj, con las distancias lunares.
Como respuesta de la oferta inglesa, John Harrison acopló el péndulo con un movimiento de escape de su invención y produjo los primeros cronómetros "transportables" durante el siglo XVIII. El primero pesaba 30 kilos y necesitaba unos enormes apoyos con cardán para mantener el mismo ángulo respecto a la horizontal, cosa imposible en caso de temporal, sólo el  "Harrison IV" era efectivo en el mar. Años de trabajo y mejoras produjeron, finalmente, cronómetros prácticos y que podían ser producidos en masa.
Sólo, a partir de mitad del siglo XIX, se empezaron a fabricar cronómetros útiles y eran muy caros; es por ese motivo que, durante la primera mitad del siglo, muchos barcos todavía navegaban por las distancias lunares.
Una vez que el cronómetro estuvo disponible a principios del siglo XIX, el piloto tenía a su disposición para la navegación astronómica las mismas herramientas que utiliza hoy en día, dos siglos después: sextante, cronómetro y almanaque náutico. Desde entonces, los adelantos en la navegación astronómica han raído, no en los instrumentos mecánicos, sino en la teoría de métodos y cálculos usados en la reducción de las observaciones.

## Observaciones con cronómetro
Con la llegada del cronómetro se pudo determinar la longitud geográfica. Esto se hacía, generalmente, de la siguiente manera: el piloto determinaba su latitud por el procedimiento que siempre había usado: por la observación meridiana del sol. Esta observación se decía observación meridiana, y no requería el uso del cronómetro. Después, hacía una observación de un astro que tuviera un acimut muy cercano a 90° o 270°, es decir, E o W. Esta observación se decía observación cronometrada o temporal, porque se anotaba la hora de la observación. En este momento, estimaba su latitud avanzando la meridiana mediante cálculos de estima. Utilizando la nueva latitud en sus cálculos y los datos de la observación cronometrada obtenía su longitud geográfica. El proceso matemático de cálculos que se sigue con una observación para llegar a un resultado en forma de posición se llama reducción de la observación.
En este caso, el navegante tiene como datos la posición del astro en el momento de la observación, es decir, su ángulo horario referido a Greenwich GHA y su declinación dec. Además de la altura observada Ho. Entonces, asume una latitud dada para su navegación de estima y calcula la longitud geográfica resultante lon. Primero determina el ángulo horario local LHA, es decir, el ángulo horario entre su posición y la posición del astro:
```
Sin (Ho) - Sin (lat) * Sin (dec) Sin (Ho)
Cos (LHA) = ----------------------------- = --------------- ---- - Tan (lat) * Tan (dec)
Cos (lat) * Cos (dec) Cos (lat) * Cos (dec)
```

Una vez determinado LHA, es fácil determinar la longitud lon, puesto que:
```
Lon (W) = GHA - LHA 
```

Cómo se puede ver, la fórmula principal es compleja si tiene que resolver sólo con la ayuda de tablas.
Geométricamente, el problema consiste a determinar el círculo de igual altura que corta al paralelo de latitud correspondiente. Se puede ver que  estará en dos puntos y, así, la ecuación matemática también tendrá dos soluciones, de las cuales una se rechaza por no ser, obviamente, la solución buscada.
La observación cronometrada complementaba la observación meridiana y era el siguiente paso más lógico. Fue más fácilmente aceptado por los pilotos que fuera un sistema radicalmente nuevo y diferente, y se convirtió en el método usual de aquella época.
Una forma sencilla de calcular la situación del navegante es, teniendo un cronómetro que marque la hora de TU, cuando el Sol esté en su máxima altura sobre el horizonte ante el navegando —dirigiendo el sextante en la dirección en que se encuentra más próximo el ecuador—, se anota su altura angular sobre el horizonte, la hora que marca el cronómetro y la declinación que tiene el Sol en ese momento —los datos para encontrar el valor de la declinación aparecen al almanaque náutico—. La hora anotada es la del paso del Sol por el meridiano del navegante. De esta hora, se resta la hora de UT en la cual el Sol ha pasado sobre el meridiano de Greenwich —que también viene en el Almanaque Náutico, y que suele ser hacia las 12 h del TU—, con lo cual obtenemos el tiempo que ha tardado el Sol desde que pasó por el meridiano 0° hasta que ha pasado por el meridiano del navegante. Dado que, en una hora, el Sol recorre 15°, se obtiene que el tiempo transcurrido en minutos de hora dividido por 4, nos da el valor en grados de la longitud en la que se encuentra el navegante. Los decimales de esta longitud se transforman en minutos de grado multiplicando por 60. Así tenemos, aproximadamente, la longitud en grados, minutos y decimales de minuto en que se encuentra el navegante. 
La latitud a la que se encuentra el navegante cuando pasa el Sol por su meridiano se puede conocer calculando la latitud en que, en este momento, se encuentra el zenit del navegante, puesto que son del mismo valor. Tal latitud del zenit se obtiene sumando la co-altura del Sol (= 90°-altura) a la declinación del Sol cuando este astro está pasando por el meridiano del navegando -la co-altura es la distancia angular que hay entre el zenit del navegante y el astro, y la declinación es la distancia angular entre el astro y el Ecuador celeste, y la variación de la altura del Sol es mínima cuando el astro está próximo al meridiano del navegante, por lo cual se recurre a estratagemas para detectar su paso por tal meridiano como, por ejemplo, ir tirando presas seriadas —cada cinco o diez minutos— de la altura del Sol cuando está cerca del mediodía del navegante y anotando el valor de estas alturas y las horas de UT correspondientes. Con estos datos, se hace una gráfica en que las coordenadas son lo UT y la altura del astro: la curva resultante de unir estas alturas sucesivas, se puede calcular por aproximación cuando el sol ha estado en su máxima altura, como era el valor de esta y qué era la hora de UT en qué esto pasaba.

## Correcciones
A medida que los sextantes, en su fabricación y manejo, se iban haciendo más precisos, se fueron teniendo en cuenta y corrigiendo en los cálculos errores que antes se habían ignorado. Entre estos, se pueden contar:
- Error instrumental (propio del instrumento).
- Refracción atmosférica (notable, especialmente, en observaciones de baja altura, menor a 10 grados).
- Depresión del horizonte (puesto que el horizonte está situado por debajo del observador).
- Paralaje (notable en el caso de la Luna y astros cercanos a la Tierra).
- Semi-diámetro (en el caso de cuerpos con diámetro aparente, Sol y Luna, al observar los limbos).
- Aumento (el semi-diámetro de la Luna se estandariza por la distancia desde el centro de la Tierra, pero cuando se observa con cierta altura sobre el horizonte, la distancia desde el observador es menor y el semidiàmetro aparente aumenta).

## Comparación con la topografía
Ligeramente aparte del tópico central que nos ocupa, que es la navegación astronómica por mar, es interesante notar que los fabricantes de mapas y los topògrafs terrestres de la época se enfrentaban al mismo problema: determinar su posición mediante observaciones astronómicas, pero llegaron a soluciones muy diferentes. El piloto marino tiene una visión clara del horizonte al suyo cercando y puede determinar la altura H del astro sobre el horizonte, pero esto no sucede en tierra firme. Por otro lado, el piloto no tiene medios para determinar el acimut de un astro con precisión ni el momento preciso de su tránsito meridiano. Por el contrario, un observatorio astronómico terrestre tiene medios para determinar estas magnitudes con facilidad y precisión. Por estos motivos, los sistemas utilizados por navegantes marinos y por topògrafs terrestres eran fundamentalmente diferentes.

## Desarrollo de métodos de reducción modernos

### Sumner
El 1837, el capitán Thomas Sumner se acercaba a la costa inglesa y estaba preocupado por su posición después de varios días de niebla sin observaciones. Una apertura momentánea a las nubes le permitió tomar una observación cronometrada, pero no estaba seguro de su latitud, y por eso decidió resolver la longitud utilizando varias suposiciones de latitud. Al hacerlo, descubrió que las diferentes posiciones obtenidas estaban alineadas y que la prolongación de la línea pasaba por un faro determinado. A pesar de que no estaba seguro de su latitud, sabía que su posición estaba a lo largo de esta línea recta, por lo cual puso rumbo para seguir por la misma línea hasta que, efectivamente, divisó el faro. Al capitán Sumner, se atribuye la invención del concepto de "línea de posición" (LP). Hoy sabemos, por supuesto, que la LP es un segmento de un círculo menor llamado círculo de igual altura. Cualquier observador situado en cualquier punto de este círculo observará el astro con la misma altura.
El método del capitán Sumner para resolver la longitud de dos latitudes diferentes y, de este modo, determinar una LP estaba en línea con el que se había hecho hasta aquel momento, y fue adoptado por los pilotos sin resistencia, pero, todavía, el proceso de determinación de la posición era lo de avanzar por estima la latitud obtenida de la observación meridiana y cruzarla con LP obtenidas por observaciones cronometradas.
La reducción de la observación cronometrada era compleja y tenía que ser resuelta por duplicado, para dos latitudes diferentes. Además, el astro examinado en la observación cronometrada tenía que tener un acimut muy cercano al E o al W. Si el acimut del cuerpo observado se separaba mucho del que se deseaba, crecía el error y, además, los puntos obtenidos caerían fuera de la carta.

### St. Hilaire
A finales del siglo XIX, se buscaba la forma de simplificar los cálculos y de mejorar la precisión de los resultados. Hacia el 1872, el capitán francés Marcq Saint Hilaire publicó un método de aproximaciones sucesivas que denominó point rapproche. El 1877, el astrónomo parisiense Antoine-Joseph Yvon Villarceau (1813-1883) y el oficial naval Aveda de Magnac publicaron un sistema que denominaron interceptación del acimut, y que se ha difundido con el nombre de St. Hilaire, aunque este no  fue el inventor. Este método se difundió rápidamente y ha sido el más utilizado hasta nuestros días.
En este método, el piloto asume una posición cualquiera, que puede ser su posición estimada, pero esto no es necesario y basta con que la posición asumida esté razonablemente cerca de la posición real. El resultado de la reducción es una LP, que siempre será la misma, con independencia de la posición asumida para el cálculo.
El procedimiento es el siguiente: el piloto realiza una observación astronómica y anota la hora exacta y la altura Lo observada. A continuación, se hace un cálculo donde se asume la altura calculada Hc, con la cual se observaría el astro si su posición de observador fuera la posición asumida para el cálculo. La diferencia entre Ho y Hc es la distancia entre la posición real y la posición asumida para el cálculo —los cálculos anteriores son matemáticos y el que sigue es proceso gráfico en la carta de navegación—, de forma que el piloto traza una recta desde el punto de la posición asumida con la dirección del acimut del astro observado y desde la posición asumida mide la distancia Ho-Hc hacia el astro. Si Ho  es mayor, entonces la distancia se mide en sentido inverso. En este punto, traza una perpendicular a la línea de acimut y esta nueva línea es su recta de altura LP. En el momento de la medida, el observador estaba situado en algún punto de esta LP. Cruzando varias LP y todas obtenidas por este nuevo procedimiento, se obtiene la posición real.
Las fórmulas utilizadas para obtener Hc y Z son:
```
Sin (Hc) = Sin (lat) * Sin (dec)+ Cos (lat) * Cos (dec) Cos (LHA)
```

```
Sin (LHA)
Tan (Z) = -------------------------------------------
Sin (lat) * cos (LHA) - Cos (lat) * Tan (dec)
```

### Ageton
Hacia el 1930, Ageton, en aquellos días estudiando a la Academia Naval de Annapolis (Estados Unidos), inventó el método de reducción que trae su nombre. Este método utiliza una pequeña mesa de logaritmos de las funciones trigonométricas y un proceso que simplifica los cálculos. Las tablas de Ageton fueron publicadas por la Oficina Hidrográfica de los Estados Unidos el 1931, con la denominación LO 211.
El sistema es útil todavía hoy, por ejemplo, porque permite traer el libreto con las tablas dentro de la caja del sextante. Aun así, los cálculos de reducción tardan en realizarse y son propensos a errores, sobre todo para el piloto carecido de práctica. Después, se han desarrollado otros métodos parecidos, como el método de Davies, que se incluye en el almanaque náutico publicado por los Estados Unidos, pero ninguno de estos métodos se aproxima a la belleza y simplicidad del método de Ageton.
Desde finales del siglo XIX hasta pasada la Segunda Guerra Mundial,  hubo un constante trabajo en todo el mundo para buscar sistemas simplificados de reducción de observaciones, pero pocos métodos ganaron difusión mundial, puesto que cada nación  favorecía los propios. Aparte del método de Ageton, podemos denominar el ya citado de Davies y los de Comrie, Dreisonstok, Ogura, etc. Algunos de estos sistemas utilizaban la fórmula del semisenovers (Fórmula de Haversine).

### Tablas precalculadas
El método de Ageton y otros parecidos eran válidos para pilotos marinos, pero demasiado lentos para pilotos aéreos, que necesitaban resolver su posición con mucha más rapidez. En la década del 1940, se empezaron a publicar tablas de triángulos esféricos pre-calculados, de forma que el piloto entraba en las tablas con los tres argumentos de latitud asumida, declinación del astro y diferencia horaria entre el astro y la longitud geográfica asumida, y obtenía como resultado la altura calculada Hc y el acimut calculado Z.
El piloto se veía obligado a asumir una posición de latitud igual a un grado entero, sin parte fraccionaria, y a asumir una longitud que hiciera la diferencia horaria igual a un grado entero también. Esta restricción no es especialmente incómoda y se ganaba mucho en velocidad, por lo cual estos métodos se desarrollaron mucho a partir de la Segunda Guerra Mundial y culminaron con la publicación por el gobierno norteamericano de las tablas LO 249 para aviadores y, más tarde, las tablas LO 229 para pilotos marinos. Ambas son esencialmente el mismo, pero las LO 229 dan algo más de precisión y son de uso algo más lento. En ambos casos, el piloto necesita una voluminosa biblioteca de tablas, de forma que otros métodos, como el de Ageton, pueden ser más adecuados para situaciones como bots salvavidas, o dónde no se pueda cargar con las voluminosas tablas de los métodos como LO 249. 

### Cálculo electrónico
Con la llegada, en las últimas dos décadas del siglo XX, de las calculadoras programables y ordenadores, la reducción de observaciones se puede hacer de manera instantánea y sin necesidad de tablas, y así los métodos manuales pasaron a ser métodos de emergencia para el caso de fallos en los aparatos electrónicos. También se desarrollaron programas de ordenador que calculaban las coordenadas astronómicas que, hasta aquel momento, se habían sacado del almanaque. Esto hizo innecesario el único otro libro utilizado por el piloto para la reducción: el almanaque náutico.

## Presente
Teniendo en cuenta el desarrollo del sistema GPS y otros similares de navegación por satélite, que son presentes en todo el mundo, y con receptores que pueden costar la décima parte o menos del precio de un sextante, podemos decir con seguridad que el arte y ciencia de la navegación astronómica han llegado a finales de su camino útil. El arte de la navegación astronómica se está perdiendo rápidamente, y sólo sobrevivirá como interés de forofos.
La Academia Naval de Annapolis (Estados Unidos) ya no requiere la enseñanza de navegación astronómica a sus cadetes, porque saben que ya no tiene objeto. Sin embargo, en el estado español, se continúa requiriendo este conocimiento para obtener el título deportivo de capitán de yate, puesto que la tecnología GPS —y similares— dependen de aparatos electrónicos que se pueden ver afectados por fallos y errores, mientras que el conocimiento de la navegación astronómica ofrece un sistema menos preciso, más complejo, pero efectivo en caso de que el sistema electrónico deje de funcionar. Del mismo modo, las escuelas náuticas mercantes mexicanas todavía incluyen, en los programas de estudio, la navegación astronómica, puesto que en las embarcaciones mercantes todavía es obligatorio realizar, al menos, una observación astronómica al día, y esto con el fin de corroborar que los equipos electrónicos funcionen correctamente.